# Huitième district congressionnel de Floride
La 8e district congressionnel de Floride est une circonscription électorale pour le Congrès américain et a été réaffectée en 2012, à compter de janvier 2013, de la partie centrale intérieure de la Floride à la côte atlantique centrale. Le district comprend Titusville, Melbourne, Cocoa et Cap Canaveral. Le district comprend tout le comté de Brevard, ainsi que tout le comté d'Indian River et certaines parties du comté d'Orange. Le district comprend également le Kennedy Space Center.
Actuellement, les habitants du 8e district sont représentés par le Républicain Bill Posey, qui occupe ce siège depuis 2013.

## Géographie
| #  | Comté        | Siège      | Population |
| -- | ------------ | ---------- | ---------- |
| 9  | Brevard      | Titusville | 643 979    |
| 61 | Indian River | Vero Beach | 169 795    |
| 95 | Orange       | Orlando    | 1 471 416  |

### Villes de 10 000 personnes ou plus
- Palm Bay – 119 760
- Melbourne – 84 678
- Titusville – 48 789
- Merritt Island – 34 518
- Vero Beach South – 28 020
- Rockledge – 27 678
- West Melbourne – 25 924
- Sebastian – 25 054
- Port St. John – 23 474
- Florida Ridge – 21 302
- Cocoa – 19 041
- Viera West – 16 688
- Vero Beach – 16 354
- Viera East – 11 687
- Cocoa Beach – 11 354
- Satellite Beach – 11 226
- West Vero Corridor – 10 039

### Villes de 2 500 à 10 000 personnes
- Cape Canaveral – 9 972
- Micco – 9 574
- Indian Harbour Beach – 9 019
- North Merritt Island – 8 566
- Wedgefield – 8 017
- Mims – 7 336
- South Patrick Shores – 6 496
- Cocoa West – 5 939
- Gifford – 5 511
- Fellsmere – 4 834
- Grant-Valkaria – 4 509
- June Park – 4 283
- Indian River Shores – 4 241
- South Beach – 3 703
- Melbourne Beach – 3 231
- Winter Beach – 3 136
- Sharpes – 3 115
- Indialantic – 3 010
- Malabar – 2 949

## Historique de vote
| Années | Poste     | Résultats              |
| ------ | --------- | ---------------------- |
| 2000   | Président | Bush 53,0 % - 45,0 %   |
| 2004   | Président | Bush 55,0 % - 44,0 %   |
| 2008   | Président | Obama 52,0 % - 47,0 %  |
| 2012   | Président | Romney 57,0 % - 43,0 % |
| 2016   | Président | Trump 61,0 % - 39,0 %  |
| 2020   | Président | Trump 58,0 % - 40,0 %  |

## Liste des Représentants du district
| Membre                            | Parti       | Années                          | Congrès     | Histoire électorale |
| --------------------------------- | ----------- | ------------------------------- | ----------- | --- |
| District établi le 3 janvier 1953 |             |                                 |             | |
| Donald R. Matthews (en)           | Démocrate   | 3 janvier 1953 - 3 janvier 1967 | 83e - 89e   | Élu en 1952. Réélu en 1954. Réélu en 1956. Réélu en 1958. Réélu en 1960. Réélu en 1962. Réélu en 1964. perd sa renomination.                      |
| William C. Cramer (en)            | Républicain | 3 janvier 1967 - 3 janvier 1971 | 90e , 91e   | Redécoupage depuis le 12e district et réélu en 1966. Réélu en 1968. Retrait pour se présenter comme Sénateur des États-Unis.                      |
| Bill Young (en)                   | Républicain | 3 janvier 1971 - 3 janvier 1973 | 92e         | Élu en 1970. Redécoupage vers le 6e district. |
| James A. Haley (en)               | Démocrate   | 3 janvier 1977 - 3 janvier 1983 | 93e , 94e   | Redécoupage depuis le 7e district et réélu en 1972. Réélu en 1974.                                                                                |
| Andy Ireland (en)                 | Démocrate   | 3 janvier 1977 - 3 janvier 1983 | 95e - 97e   | Élu en 1976. Réélu en 1978. Réélu en 1980. Redécoupage vers le 10e district.                                                                      |
| Bill Young (en)                   | Républicain | 3 janvier 1983 - 3 janvier 1993 | 98e - 102e  | Redécoupage depuis le 6e district et réélu en 1982. Réélu en 1984. Réélu en 1986. Réélu en 1988. Réélu en 1990. Redécoupage vers le 10e district. |
| Bill McCollum (en)                | Républicain | 3 janvier 1993 - 3 janvier 2001 | 103e - 106e | Redécoupage depuis le 5e district et réélu en 1992. Réélu en 1994. Réélu en 1996. Réélu en 1998.                                                  |
| Ric Keller (en)                   | Républicain | 3 janvier 2001 - 3 janvier 2009 | 107e - 110e | Élu en 2000. Réélu en 2002. Réélu en 2004. Réélu en 2006. perd sa réélection.                                                                     |
| Alan Grayson                      | Démocrate   | 3 janvier 2009 - 3 janvier 2011 | 111e        | Élu en 2008. perd sa réélection. |
| Daniel Webster                    | Républicain | 3 janvier 2011 - 3 janvier 2013 | 112e        | Élu en 2010. Redécoupage vers le 10e district. |
| Bill Posey                        | Républicain | 3 janvier 2013 - en cours       | 113e - 118e | Redécoupage depuis le 15e district et réélu en 2012. Réélu en 2014. Réélu en 2016. Réélu en 2018. Réélu en 2020. Réélu en 2022.                   |

## Résultats des récentes élections
Voici le résultats des dix précédents cycles électoraux dans le district.

### 2004
| Élection de 2004 du 8e district congressionnel de Floride | Élection de 2004 du 8e district congressionnel de Floride | Élection de 2004 du 8e district congressionnel de Floride | Élection de 2004 du 8e district congressionnel de Floride | Élection de 2004 du 8e district congressionnel de Floride |
| --------------------------------------------------------- | --------------------------------------------------------- | --------------------------------------------------------- | --------------------------------------------------------- | --------------------------------------------------------- |
| Parti                                                     | Parti                                                     | Candidat                                                  | Votes                                                     | %                                                         |
|                                                           | Républicain                                               | Ric Keller (en) (sortant)                                 | 172 232                                                   | 60,5                                                      |
|                                                           | Démocrate                                                 | Stephen Murray                                            | 112 343                                                   | 39,5                                                      |
| Total des votes                                           | Total des votes                                           | Total des votes                                           | 284 575                                                   | 100 %                                                     |
|                                                           | Les Républicains conservent                               |                                                           |                                                           |                                                           |

### 2006
| Élection de 2006 du 8e district congressionnel de Floride | Élection de 2006 du 8e district congressionnel de Floride | Élection de 2006 du 8e district congressionnel de Floride | Élection de 2006 du 8e district congressionnel de Floride | Élection de 2006 du 8e district congressionnel de Floride |
| --------------------------------------------------------- | --------------------------------------------------------- | --------------------------------------------------------- | --------------------------------------------------------- | --------------------------------------------------------- |
| Parti                                                     | Parti                                                     | Candidat                                                  | Votes                                                     | %                                                         |
|                                                           | Républicain                                               | Ric Keller (en) (sortant)                                 | 95 258                                                    | 52,8                                                      |
|                                                           | Démocrate                                                 | Charlie Stuart                                            | 82 526                                                    | 45,7                                                      |
|                                                           | Indépendant                                               | Wes Hoaglund                                              | 2 640                                                     | 1,5                                                       |
|                                                           | Write-in                                                  | D.J. Mauro                                                | 17                                                        | 0,0                                                       |
|                                                           | Write-in                                                  | Larry Sapp                                                | 3                                                         | 0,0                                                       |
| Total des votes                                           | Total des votes                                           | Total des votes                                           | 180 444                                                   | 100 %                                                     |
|                                                           | Les Républicains conservent                               |                                                           |                                                           |                                                           |

### 2008
| Élection de 2008 du 8e district congressionnel de Floride | Élection de 2008 du 8e district congressionnel de Floride | Élection de 2008 du 8e district congressionnel de Floride | Élection de 2008 du 8e district congressionnel de Floride | Élection de 2008 du 8e district congressionnel de Floride |
| --------------------------------------------------------- | --------------------------------------------------------- | --------------------------------------------------------- | --------------------------------------------------------- | --------------------------------------------------------- |
| Parti                                                     | Parti                                                     | Candidat                                                  | Votes                                                     | %                                                         |
|                                                           | Démocrate                                                 | Alan Grayson                                              | 175 854                                                   | 52,0                                                      |
|                                                           | Républicain                                               | Ric Keller (en) (sortant)                                 | 159 490                                                   | 48,0                                                      |
| Total des votes                                           | Total des votes                                           | Total des votes                                           | 332 344                                                   | 100 %                                                     |
|                                                           | Les Démocrates prennent aux Républicains                  |                                                           |                                                           |                                                           |

### 2010
| Élection de 2010 du 8e district congressionnel de Floride | Élection de 2010 du 8e district congressionnel de Floride | Élection de 2010 du 8e district congressionnel de Floride | Élection de 2010 du 8e district congressionnel de Floride | Élection de 2010 du 8e district congressionnel de Floride |
| --------------------------------------------------------- | --------------------------------------------------------- | --------------------------------------------------------- | --------------------------------------------------------- | --------------------------------------------------------- |
| Parti                                                     | Parti                                                     | Candidat                                                  | Votes                                                     | %                                                         |
|                                                           | Républicain                                               | Daniel Webster                                            | 123 586                                                   | 56,1                                                      |
|                                                           | Démocrate                                                 | Alan Grayson (sortant)                                    | 84 167                                                    | 38,2                                                      |
|                                                           | Tea Party                                                 | Peg Dunmire                                               | 8 337                                                     | 3,8                                                       |
|                                                           | Indépendant                                               | George L. Metcalfe                                        | 4 143                                                     | 1,9                                                       |
|                                                           | Indépendant                                               | Steven J. Gerritzen                                       | 11                                                        | 0,0                                                       |
| Total des votes                                           | Total des votes                                           | Total des votes                                           | 220 244                                                   | 100 %                                                     |
|                                                           | Les Républicains prennent aux Démocrates                  |                                                           |                                                           |                                                           |

### 2012
| Élection de 2012 du 8e district congressionnel de Floride | Élection de 2012 du 8e district congressionnel de Floride | Élection de 2012 du 8e district congressionnel de Floride | Élection de 2012 du 8e district congressionnel de Floride | Élection de 2012 du 8e district congressionnel de Floride |
| --------------------------------------------------------- | --------------------------------------------------------- | --------------------------------------------------------- | --------------------------------------------------------- | --------------------------------------------------------- |
| Parti                                                     | Parti                                                     | Candidat                                                  | Votes                                                     | %                                                         |
|                                                           | Républicain                                               | Bill Posey                                                | 205 432                                                   | 58,9                                                      |
|                                                           | Démocrate                                                 | Shannon Roberts                                           | 130 870                                                   | 37,5                                                      |
|                                                           | Indépendant                                               | Richard Gillmor                                           | 12 607                                                    | 3,6                                                       |
| Total des votes                                           | Total des votes                                           | Total des votes                                           | 348 909                                                   | 100 %                                                     |
|                                                           | Les Républicains conservent                               |                                                           |                                                           |                                                           |

### 2014
| Élection de 2014 du 8e district congressionnel de Floride | Élection de 2014 du 8e district congressionnel de Floride | Élection de 2014 du 8e district congressionnel de Floride | Élection de 2014 du 8e district congressionnel de Floride | Élection de 2014 du 8e district congressionnel de Floride |
| --------------------------------------------------------- | --------------------------------------------------------- | --------------------------------------------------------- | --------------------------------------------------------- | --------------------------------------------------------- |
| Parti                                                     | Parti                                                     | Candidat                                                  | Votes                                                     | %                                                         |
|                                                           | Républicain                                               | Bill Posey (sortant)                                      | 180 728                                                   | 65,8                                                      |
|                                                           | Démocrate                                                 | Gabriel Rothblatt                                         | 93 724                                                    | 34,2                                                      |
|                                                           | Indépendant                                               | Christopher L. Duncan (write-in)                          | 61                                                        | 0,0                                                       |
| Total des votes                                           | Total des votes                                           | Total des votes                                           | 274 513                                                   | 100 %                                                     |
|                                                           | Les Républicains conservent                               |                                                           |                                                           |                                                           |

### 2016
| Élection de 2016 du 8e district congressionnel de Floride | Élection de 2016 du 8e district congressionnel de Floride | Élection de 2016 du 8e district congressionnel de Floride | Élection de 2016 du 8e district congressionnel de Floride | Élection de 2016 du 8e district congressionnel de Floride |
| --------------------------------------------------------- | --------------------------------------------------------- | --------------------------------------------------------- | --------------------------------------------------------- | --------------------------------------------------------- |
| Parti                                                     | Parti                                                     | Candidat                                                  | Votes                                                     | %                                                         |
|                                                           | Républicain                                               | Bill Posey (sortant)                                      | 246 483                                                   | 63,1                                                      |
|                                                           | Démocrate                                                 | Corry Westbrook                                           | 127 127                                                   | 32,6                                                      |
|                                                           | Indépendant                                               | Bill Stinson                                              | 16 951                                                    | 4,3                                                       |
| Total des votes                                           | Total des votes                                           | Total des votes                                           | 390 561                                                   | 100 %                                                     |
|                                                           | Les Républicains conservent                               |                                                           |                                                           |                                                           |

### 2018
| Élection de 2018 du 8e district congressionnel de Floride | Élection de 2018 du 8e district congressionnel de Floride | Élection de 2018 du 8e district congressionnel de Floride | Élection de 2018 du 8e district congressionnel de Floride | Élection de 2018 du 8e district congressionnel de Floride |
| --------------------------------------------------------- | --------------------------------------------------------- | --------------------------------------------------------- | --------------------------------------------------------- | --------------------------------------------------------- |
| Parti                                                     | Parti                                                     | Candidat                                                  | Votes                                                     | %                                                         |
|                                                           | Républicain                                               | Bill Posey (sortant)                                      | 218 112                                                   | 60,5                                                      |
|                                                           | Démocrate                                                 | Sanjay Patel                                              | 142 415                                                   | 39,5                                                      |
| Total des votes                                           | Total des votes                                           | Total des votes                                           | 360 527                                                   | 100 %                                                     |
|                                                           | Les Républicains conservent                               |                                                           |                                                           |                                                           |

### 2020
| Élection de 2020 du 8e district congressionnel de Floride | Élection de 2020 du 8e district congressionnel de Floride | Élection de 2020 du 8e district congressionnel de Floride | Élection de 2020 du 8e district congressionnel de Floride | Élection de 2020 du 8e district congressionnel de Floride |
| --------------------------------------------------------- | --------------------------------------------------------- | --------------------------------------------------------- | --------------------------------------------------------- | --------------------------------------------------------- |
| Parti                                                     | Parti                                                     | Candidat                                                  | Votes                                                     | %                                                         |
|                                                           | Républicain                                               | Bill Posey (sortant)                                      | 282 093                                                   | 61,4                                                      |
|                                                           | Démocrate                                                 | Jim Kennedy                                               | 177 695                                                   | 38,6                                                      |
| Total des votes                                           | Total des votes                                           | Total des votes                                           | 459 788                                                   | 100 %                                                     |
|                                                           | Les Républicains conservent                               |                                                           |                                                           |                                                           |

### 2022
La Primaire républicaine a été annulée. Bill Posey (R-Sortant) avance vers l'Élection Générale
| Primaire démocrate de 2022 du 8e district congressionnel de Floride | Primaire démocrate de 2022 du 8e district congressionnel de Floride | Primaire démocrate de 2022 du 8e district congressionnel de Floride | Primaire démocrate de 2022 du 8e district congressionnel de Floride | Primaire démocrate de 2022 du 8e district congressionnel de Floride |
| ------------------------------------------------------------------- | ------------------------------------------------------------------- | ------------------------------------------------------------------- | ------------------------------------------------------------------- | ------------------------------------------------------------------- |
| Parti                                                               | Parti                                                               | Candidat                                                            | Votes                                                               | %                                                                   |
|                                                                     | Démocrate                                                           | Joanne Terry                                                        | 29 542                                                              | 54,6                                                                |
|                                                                     | Démocrate                                                           | Danelle Dodge                                                       | 24 592                                                              | 45,4                                                                |

| Élection de 2022 du 8e district congressionnel de Floride | Élection de 2022 du 8e district congressionnel de Floride | Élection de 2022 du 8e district congressionnel de Floride | Élection de 2022 du 8e district congressionnel de Floride | Élection de 2022 du 8e district congressionnel de Floride |
| --------------------------------------------------------- | --------------------------------------------------------- | --------------------------------------------------------- | --------------------------------------------------------- | --------------------------------------------------------- |
| Parti                                                     | Parti                                                     | Candidat                                                  | Votes                                                     | %                                                         |
|                                                           | Républicain                                               | Bill Posey (sortant)                                      | 222 128                                                   | 64,9                                                      |
|                                                           | Démocrate                                                 | Joanne Terry                                              | 120 080                                                   | 35,0                                                      |
| Total des votes                                           | Total des votes                                           | Total des votes                                           | 342 208                                                   | 100 %                                                     |
|                                                           | Les Républicains conservent                               |                                                           |                                                           |                                                           |

### 2024
| Primaire républicaine de 2024 du 8e district congressionnel de Floride | Primaire républicaine de 2024 du 8e district congressionnel de Floride | Primaire républicaine de 2024 du 8e district congressionnel de Floride | Primaire républicaine de 2024 du 8e district congressionnel de Floride | Primaire républicaine de 2024 du 8e district congressionnel de Floride |
| ---------------------------------------------------------------------- | ---------------------------------------------------------------------- | ---------------------------------------------------------------------- | ---------------------------------------------------------------------- | ---------------------------------------------------------------------- |
| Parti                                                                  | Parti                                                                  | Candidat                                                               | Votes                                                                  | %                                                                      |
|                                                                        | Républicain                                                            | Mike Haridopolos                                                       | 61 710                                                                 | 72,1                                                                   |
|                                                                        | Républicain                                                            | John Hearton                                                           | 18 604                                                                 | 21,7                                                                   |
|                                                                        | Républicain                                                            | Joseph Babits                                                          | 5 250                                                                  | 6,1                                                                    |

| Primaire démocrate de 2024 du 8e district congressionnel de Floride | Primaire démocrate de 2024 du 8e district congressionnel de Floride | Primaire démocrate de 2024 du 8e district congressionnel de Floride | Primaire démocrate de 2024 du 8e district congressionnel de Floride | Primaire démocrate de 2024 du 8e district congressionnel de Floride |
| ------------------------------------------------------------------- | ------------------------------------------------------------------- | ------------------------------------------------------------------- | ------------------------------------------------------------------- | ------------------------------------------------------------------- |
| Parti                                                               | Parti                                                               | Candidat                                                            | Votes                                                               | %                                                                   |
|                                                                     | Démocrate                                                           | Sandy Kennedy                                                       | 24 701                                                              | 60,7                                                                |
|                                                                     | Démocrate                                                           | Daniel McDow                                                        | 15 999                                                              | 39,3                                                                |

| Élection de 2024 du 8e district congressionnel de Floride | Élection de 2024 du 8e district congressionnel de Floride | Élection de 2024 du 8e district congressionnel de Floride | Élection de 2024 du 8e district congressionnel de Floride | Élection de 2024 du 8e district congressionnel de Floride |
| --------------------------------------------------------- | --------------------------------------------------------- | --------------------------------------------------------- | --------------------------------------------------------- | --------------------------------------------------------- |
| Parti                                                     | Parti                                                     | Candidat                                                  | Votes                                                     | %                                                         |
|                                                           | Républicain                                               | Mike Haridopolos                                          | 280 352                                                   | 62,2                                                      |
|                                                           | Démocrate                                                 | Sandy Kennedy                                             | 170 096                                                   | 37,8                                                      |
| Total des votes                                           | Total des votes                                           | Total des votes                                           | 450 448                                                   | 100 %                                                     |
|                                                           | Les Républicains conservent                               |                                                           |                                                           |                                                           |

## Frontières historiques du district
De 1993 à 2012, le district était basé à l'intérieur des terres dans le centre de la Floride. Il comprenait des parties du comté d'Orange (y compris Walt Disney World et la majeure partie d'Orlando), du comté de Lake, du comté de Marion et du comté d'Osceola.
En 2012, à compter de janvier 2013, le 8e district a été réaffecté à la côte atlantique, avec le comté de Brevard et le comté d'Indian River, ainsi que l'extrémité est du comté d'Orange et d'Orlando. Il est géographiquement le successeur de l'ancien 15e district.

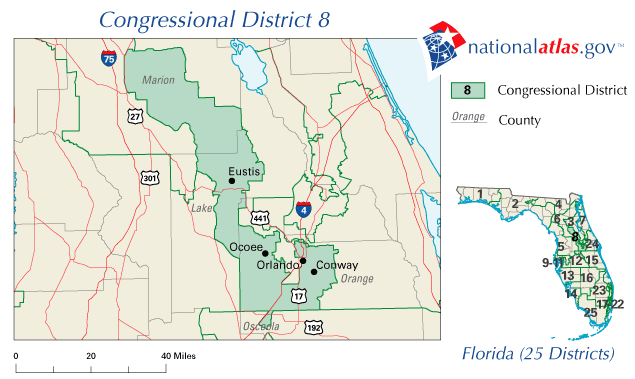
2003 - 2013

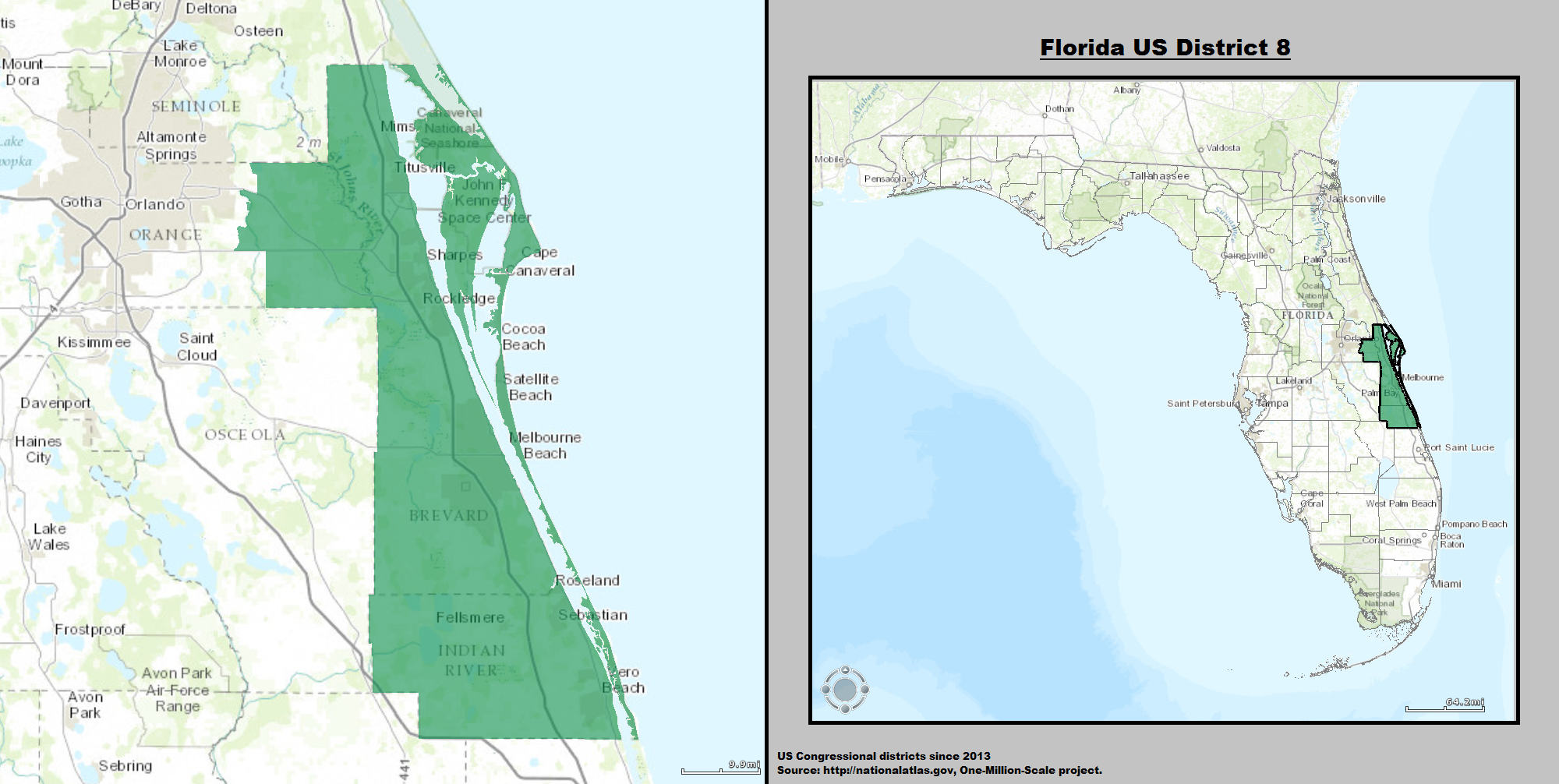
2013 - 2023

depuis 2023